# Disney Channel (Canada)
Disney Channel è un canale televisivo canadese di proprietà della Corus Entertainment, versione locale dell'omonima rete statunitense.

## Programmazione
La versione canadese di Disney Channel trasmette principalmente serie animate e live-action della versione statunitense e prodotti di terze parti di proprietà di altri distributori. Trasmette anche la programmazione dei canali gemelli Disney XD e Disney Junior e gli ultimi prodotti di The Walt Disney Company e anteprime speciali di nuovi spettacoli.